# Lista localităților din Elveția - L
| Localitățile din Elveția - ghid alfabetic A \| B \| C \| D \| E \| F \| G \| H \| I \| J \| K \| L \| M \| N \| O \| P \| Q \| R \| S \| T \| U \| V \| W \| X-Y \| Z Lista parțială a localităților din Elveția - Ultima actualizare: 01.01.2010 |

| Localitățile din Elveția - litera L La Baroche, JU, 1221 \| La Brévine, NE, 695 \| La Brillaz, FR, 1333 \| La Chaux (Cossonay), VD, 354 \| La Chaux-de-Fonds, NE, 36966 \| La Chaux-des-Breuleux, JU, 96 \| La Chaux-du-Milieu, NE, 416 \| La Côte-aux-Fées, NE, 501 \| La Ferrière, BE, 532 \| La Folliaz, FR, 852 \| (2003) La Heutte, BE, 501 \| La Neuveville, BE, 3414 \| La Praz, VD, 133 \| La Punt-Chamues-ch, GR, 682 \| La Rippe, VD, 973 \| La Roche, FR, 1286 \| La Sagne, NE, 955 \| La Sarraz, VD, 1741 \| La Sonnaz, FR, 843 \| La Tène, NE, 4488 \| La Tour-de-Peilz, VD, 10445 \| La Verrerie, FR, 927 \| Laax, GR, 1189 \| L'Abbaye, VD, 1242 \| L'Abergement, VD, 239 \| Lachen, SZ, 6608 \| Laconnex, GE, 546 \| Ladir, GR, 117 \| Lajoux (JU), JU, 650 \| Lalden, VS, 688 \| Lamboing, BE, 624 \| Lamone, TI, 1645 \| Lampenberg, BL, 480 \| Lancy, GE, 26177 \| Landiswil, BE, 654 \| Langenbruck, BL, 977 \| Langendorf, SO, 3389 \| Langenthal, BE, 14599 \| Langnau am Albis, ZH, 6686 \| Langnau im Emmental, BE, 8814 \| Langrickenbach, TG, 1029 \| Langwies, GR, 306 \| Lantsch/Lenz, GR, 514 \| Lauenen, BE, 778 \| Lauerz, SZ, 904 \| Läufelfingen, BL, 1241 \| Laufen, BL, 5041 \| Laufenburg, AG, 3118 \| Laufen-Uhwiesen, ZH, 1400 \| Laupen, BE, 2769 \| Laupersdorf, SO, 1701 \| Lauperswil, BE, 2700 \| Lausanne, VD, 116332 \| Lausen, BL, 4820 \| Lauterbrunnen, BE, 2663 \| Lauwil, BL, 333 \| Lavertezzo, TI, 1157 \| Lavey-Morcles, VD, 814 \| Lavigny, VD, 694 \| Lavin, GR, 192 \| Lavizzara, TI, 592 \| Lax, VS, 312 \| Le Bémont (JU), JU, 349 \| Le Cerneux-Péquignot, NE, 330 \| Le Châtelard, FR, 342 \| Le Chenit, VD, 4064 \| Le Flon, FR, 862 \| Le Glèbe, FR, 925 \| Le Grand-Saconnex, GE, 8488 \| Le Landeron, NE, 4397 \| Le Lieu, VD, 792 \| Le Locle, NE, 10247 \| Le Mont-sur-Lausanne, VD, 5140 \| Le Mouret, FR, 2756 \| Le Noirmont, JU, 1595 \| Le Pâquier (FR), FR, 958 \| Le Pâquier (NE), NE, 220 \| Le Vaud, VD, 1016 \| Léchelles, FR, 513 \| Leggia, GR, 132 \| Leibstadt, AG, 1302 \| Leimbach (AG), AG, 404 \| Leimiswil, BE, 446 \| Leissigen, BE, 868 \| Lengnau (AG), AG, 2317 \| Lengnau (BE), BE, 4402 \| Lengwil, TG, 1183 \| Lenk, BE, 2300 \| Lens, VS, 3470 \| Lenzburg, AG, 7523 \| Les Agettes, VS, 298 \| Les Bois, JU, 1046 \| Les Brenets, NE, 1142 \| Les Breuleux, JU, 1329 \| Les Clées, VD, 150 \| Les Cullayes, VD, 608 \| Les Enfers, JU, 137 \| Les Geneveys-sur-Coffrane, NE, 1441 \| Les Genevez (JU), JU, 498 \| Les Hauts-Geneveys, NE, 835 \| Les Montets, FR, 1078 \| Les Planchettes, NE, 220 \| Les Ponts-de-Martel, NE, 1252 \| Les Tavernes, VD, 122 \| Les Thioleyres, VD, 177 \| Les Verrières, NE, 734 \| Leuggern, AG, 2138 \| Leuk, VS, 3376 \| Leukerbad, VS, 1430 \| Leutwil, AG, 667 \| Leuzigen, BE, 1164 \| Leysin, VD, 2778 \| Leytron, VS, 2190 \| Lichtensteig, SG, 1881 \| Liddes, VS, 724 \| Liedertswil, BL, 165 \| Liesberg, BL, 1173 \| Liestal, BL, 12670 \| Ligerz, BE, 528 \| Lignerolle, VD, 360 \| Lignières, NE, 911 \| Ligornetto, TI, 1497 \| Limpach, BE, 335 \| Lindau, ZH, 4233 \| Linden, BE, 1323 \| Linescio, TI, 41 \| Linn, AG, 128 \| Linthal, GL, 1158 \| L'Isle, VD, 855 \| Locarno, TI, 14320 \| Lodrino, TI, 1529 \| Lohn (GR), GR, 51 \| Lohn (SH), SH, 649 \| Lohn-Ammannsegg, SO, 2440 \| Löhningen, SH, 1131 \| Lohnstorf, BE, 196 \| Lommis, TG, 994 \| Lommiswil, SO, 1399 \| Lonay, VD, 1984 \| Longirod, VD, 355 \| Losone, TI, 6052 \| Lostallo, GR, 663 \| Lostorf, SO, 3559 \| Lotzwil, BE, 2377 \| Lovatens, VD, 147 \| Loveresse, BE, 326 \| Lucens, VD, 2146 \| Luchsingen, GL, 1157 \| Ludiano, TI, 307 \| Lüen, GR, 83 \| Lufingen, ZH, 1334 \| Lugano, TI, 50822 \| Lugnez, JU, 225 \| Luins, VD, 419 \| Lully (FR), FR, 722 \| Lully (VD), VD, 673 \| Lumbrein, GR, 438 \| Lumino, TI, 1178 \| Lungern, OW, 1969 \| Lupfig, AG, 1829 \| Lupsingen, BL, 1263 \| Lurtigen, FR, 190 \| Lüscherz, BE, 515 \| Lussery-Villars, VD, 330 \| Lüsslingen, SO, 467 \| Lussy-sur-Morges, VD, 537 \| Luterbach, SO, 3182 \| Lüterkofen-Ichertswil, SO, 668 \| Lüterswil-Gächliwil, SO, 347 \| Luthern, LU, 1510 \| Lütisburg, SG, 1343 \| Lutry, VD, 8446 \| Lütschental, BE, 266 \| Lützelflüh, BE, 4037 \| Lutzenberg, AR, 1219 \| Luven, GR, 200 \| Luzein, GR, 1135 \| Luzern, LU, 73547 \| Lyss, BE, 10817 \| Lyssach, BE, 1377 \| |